# España en los Campeonatos Mundiales de Atletismo
La selección española de atletismo ha participado en las diecinueve ediciones celebradas hasta la fecha del Campeonato Mundial de Atletismo con un total de 834 atletas, que han obtenido un total de 45 medallas: 11 de oro, 18 de plata y 16 de bronce; que colocan a España en el puesto 20.º del medallero histórico de los campeonatos. Los atletas con más participaciones en las diecisiete ediciones celebradas han sido:
| Participaciones | Atleta                     | Ediciones                                                                     |
| --------------- | -------------------------- | ----------------------------------------------------------------------------- |
| 13              | Jesús Ángel García Bragado | 1993, 1995, 1997, 1999, 2001, 2003, 2005, 2007, 2009, 2011, 2013, 2015 y 2019 |
| 9               | Mario Pestano              | 1995, 1999, 2001, 2003, 2005, 2007, 2009, 2011 y 2013                         |
| 8               | Manolo Martínez            | 1993, 1995, 1997, 2001, 2003, 2005, 2007 y 2009                               |
| 8               | Maria Vasco                | 1995, 1999, 2001, 2003, 2005, 2007, 2009 y 2011                               |
| 7               | Paquillo Fernández         | 1999, 2001, 2003, 2005, 2007, 2009 y 2011                                     |
| 7               | Chema Martínez             | 1999, 2001, 2003, 2005, 2007, 2009 y 2011                                     |
| 7               | Mikel Odriozola            | 1999, 2001, 2003, 2005, 2007, 2009 y 2011                                     |

García Bragado es también el atleta con más participaciones de todo el mundo en campeonatos mundiales.
El detalle de las medallas obtenidas por la delegación española es el siguiente:
| Edición | Año  | Sede       | Atletas | Finalistas | Oros | Platas | Bronces |
| ------- | ---- | ---------- | ------- | ---------- | ---- | ------ | ------- |
| I       | 1983 | Helsinki   | 27      | 4          | 0    | 1      | 0       |
| II      | 1987 | Roma       | 41      | 5          | 0    | 1      | 1       |
| III     | 1991 | Tokio      | 59      | 6          | 0    | 0      | 1       |
| IV      | 1993 | Stuttgart  | 41      | 9          | 2    | 1      | 2       |
| V       | 1995 | Gotemburgo | 54      | 8          | 1    | 1      | 0       |
| VI      | 1997 | Atenas     | 47      | 10         | 1    | 3      | 1       |
| VII     | 1999 | Sevilla    | 74      | 12         | 2    | 1      | 1       |
| VIII    | 2001 | Edmonton   | 50      | 17         | 0    | 2      | 1       |
| IX      | 2003 | París      | 49      | 13         | 0    | 3      | 2       |
| X       | 2005 | Helsinki   | 49      | 10         | 0    | 1      | 1       |
| XI      | 2007 | Osaka      | 46      | 10         | 0    | 1      | 2       |
| XII     | 2009 | Berlín     | 51      | 7          | 0    | 1      | 0       |
| XIII    | 2011 | Daegu      | 44      | 1          | 0    | 0      | 1       |
| XIV     | 2013 | Moscú      | 40      | 5          | 0    | 2      | 0       |
| XV      | 2015 | Pekín      | 41      | 2          | 1    | 0      | 0       |
| XVI     | 2017 | Londres    | 65      | 5          | 0    | 0      | 0       |
| XVII    | 2019 | Doha       | 38      | 8          | 0    | 0      | 1       |
| XVIII   | 2022 | Eugene     | 56      | 8          | 0    | 0      | 2       |
| XIX     | 2023 | Budapest   | 56      | 10         | 4    | 1      | 0       |
|         |      | TOTALES    | 890     | 150        | 11   | 19     | 16      |

## Medallero
La primera medalla se obtuvo en la primera edición del campeonato celebrada en 1983 en Helsinki, cuando el atleta Josep Marín logró el segundo puesto en la prueba de 50 kilómetros marcha, consiguiendo así la medalla de plata.
La primera mujer que obtuvo una medalla para España fue Sandra Myers, quien, en la tercera edición del campeonato celebrada en 1991 en Tokio, logró una medalla de bronce en la prueba de los 400 metros lisos.
El primer oro se consiguió en la 4ª edición de los campeonatos, celebrada en 1993 en Stuttgart, cuando el marchador Valentí Massana se impuso en la prueba de los 20 kilómetros marcha. En esa misma edición se obtuvo otro oro de la mano del también marchador Jesús Ángel García Bragado, que venció en los 50 kilómetros marcha.
La primera mujer que obtuvo una medalla de oro para España fue Niurka Montalvo, quien, en la séptima edición de los campeonatos, celebrada en 1999 en Sevilla, logró imponerse en la prueba de Salto de longitud.
El primer atleta español que ganó más de una medalla de oro en el campeonato mundial fue Abel Antón, quien fue campeón mundial de maratón en las ediciones de 1997 (Atenas) y 1999 (Sevilla). Álvaro Martín y María Pérez son los únicos que han ganado dos medallas de oro en la misma edición, en 2023 (Budapest), ambos en las pruebas de 20 kilómetros marcha y 35 kilómetros marcha.
El detalle de las medallas obtenidas por el seleccionado español en las distintas ediciones de los campeonatos mundiales de atletismo es el siguiente:
| Medalla | Atleta                     | Prueba                 | Edición           |
| ------- | -------------------------- | ---------------------- | ----------------- |
| ORO     | Valentí Massana            | 20 kilómetros marcha   | 1993 – Stuttgart  |
| ORO     | Jesús Ángel García Bragado | 50 kilómetros marcha   | 1993 – Stuttgart  |
| ORO     | Martín Fiz                 | Maratón                | 1995 – Gotemburgo |
| ORO     | Abel Antón                 | Maratón                | 1997 – Atenas     |
| ORO     | Abel Antón                 | Maratón                | 1999 – Sevilla    |
| ORO     | Niurka Montalvo            | Salto de longitud      | 1999 – Sevilla    |
| ORO     | Miguel Ángel López         | 20 kilómetros marcha   | 2015 – Pekín      |
| ORO     | Álvaro Martín              | 20 kilómetros marcha   | 2023 – Budapest   |
| ORO     | Álvaro Martín              | 35 kilómetros marcha   | 2023 – Budapest   |
| ORO     | María Pérez                | 20 kilómetros marcha   | 2023 – Budapest   |
| ORO     | María Pérez                | 35 kilómetros marcha   | 2023 – Budapest   |
| PLATA   | Josep Marín                | 50 kilómetros marcha   | 1983 – Helsinki   |
| PLATA   | José Luis González         | 1500 metros            | 1987 – Roma       |
| PLATA   | Fermín Cacho               | 1500 metros            | 1993 – Stuttgart  |
| PLATA   | Valentí Massana            | 20 kilómetros marcha   | 1995 – Gotemburgo |
| PLATA   | Fermín Cacho               | 1500 metros            | 1997 – Atenas     |
| PLATA   | Martín Fiz                 | Maratón                | 1997 – Atenas     |
| PLATA   | Jesús Ángel García Bragado | 50 kilómetros marcha   | 1997 – Atenas     |
| PLATA   | Yago Lamela                | Salto de longitud      | 1999 – Sevilla    |
| PLATA   | Jesús Ángel García Bragado | 50 kilómetros marcha   | 2001 – Edmonton   |
| PLATA   | Marta Domínguez            | 5000 metros            | 2001 – Edmonton   |
| PLATA   | Julio Rey                  | Maratón                | 2003 – París      |
| PLATA   | Paquillo Fernández         | 20 kilómetros marcha   | 2003 – París      |
| PLATA   | Marta Domínguez            | 5000 metros            | 2003 – París      |
| PLATA   | Paquillo Fernández         | 20 kilómetros marcha   | 2005 – Helsinki   |
| PLATA   | Paquillo Fernández         | 20 kilómetros marcha   | 2007 – Osaka      |
| PLATA   | Jesús Ángel García Bragado | 50 kilómetros marcha   | 2009 – Berlín     |
| PLATA   | Ruth Beitia                | Salto de altura        | 2013 – Moscú      |
| PLATA   | Miguel Ángel López         | 20 kilómetros marcha   | 2013 – Moscú      |
| PLATA   | Mohamed Katir              | 5000 metros            | 2023 – Budapest   |
| BRONCE  | Josep Marín                | 20 kilómetros marcha   | 1987 – Roma       |
| BRONCE  | Sandra Myers               | 400 metros lisos       | 1991 – Tokio      |
| BRONCE  | Daniel Plaza               | 20 kilómetros marcha   | 1993 – Stuttgart  |
| BRONCE  | Encarna Granados           | 10 kilómetros marcha   | 1993 – Stuttgart  |
| BRONCE  | Reyes Estévez              | 1500 metros            | 1997 – Atenas     |
| BRONCE  | Reyes Estévez              | 1500 metros            | 1999 – Sevilla    |
| BRONCE  | Niurka Montalvo            | Salto de longitud      | 2001 – Edmonton   |
| BRONCE  | Eliseo Martín              | 3000 metros obstáculos | 2003 – París      |
| BRONCE  | Yago Lamela                | Salto de longitud      | 2003 – París      |
| BRONCE  | Juan Manuel Molina         | 20 kilómetros marcha   | 2005 – Helsinki   |
| BRONCE  | Mayte Martínez             | 800 metros             | 2007 – Osaka      |
| BRONCE  | María Vasco                | 20 kilómetros marcha   | 2007 – Osaka      |
| BRONCE  | Natalia Rodríguez          | 1500 metros            | 2011 – Daegu      |
| BRONCE  | Orlando Ortega             | 110 metros vallas      | 2019 – Doha       |
| BRONCE  | Mohamed Katir              | 1500 metros            | 2022 – Eugene     |
| BRONCE  | Asier Martínez             | 110 metros vallas      | 2022 – Eugene     |
|         |                            |                        |                   |